# Araraquara
Araraquara este un oraș în São Paulo (SP), Brazilia.

## Personalități născute aici
- Dorival Júnior (n. 1962), fotbalist, antrenor.